# Ray Nance
Pour les articles homonymes, voir Nance.
Ray Nance (Ray Willis Nance) est un trompettiste, violoniste et chanteur de jazz américain né le 10 décembre 1913 à Chicago et  décédé le 28 janvier 1976 à New York.

## Biographie
Dans sa jeunesse, Ray Nance étudie  le piano et le violon. Il apprend la trompette en autodidacte. Il débute professionnellement dans les années 1930, comme trompettiste, violoniste mais aussi chanteur et danseur de claquettes. Entre 1932 et 1937, il dirige sa propre petite formation. Il joue ensuite dans les orchestres de Earl Hines (1937-1938) et Horace Henderson (1939-1940). 
Il est ensuite embauché par Duke Ellington pour remplacer Cootie Williams dans la section de trompettes de son big band. Ray Nance reste – hormis quelques courtes interruptions – dans cet orchestre jusqu'en 1963. Il en est un des solistes vedettes (comme trompettiste, violoniste ou parfois comme chanteur). 
Après son départ de chez Ellington, Ray Nance devient musicien « free lance » mais ses apparitions sur le devant de la scène musicale sont assez rares (quelques enregistrements et tournée sous son nom ou avec d'autres orchestres).

## Discographie
- Take The «A» Train  (Duke Ellington, 1941)
- Just Squeeze Me  (1946)
- Liberian Suite  (1947)
- The C Jam Blues  (au violon, 1942)
- Autumn Leaves  (idem, 1957)